# Skittles

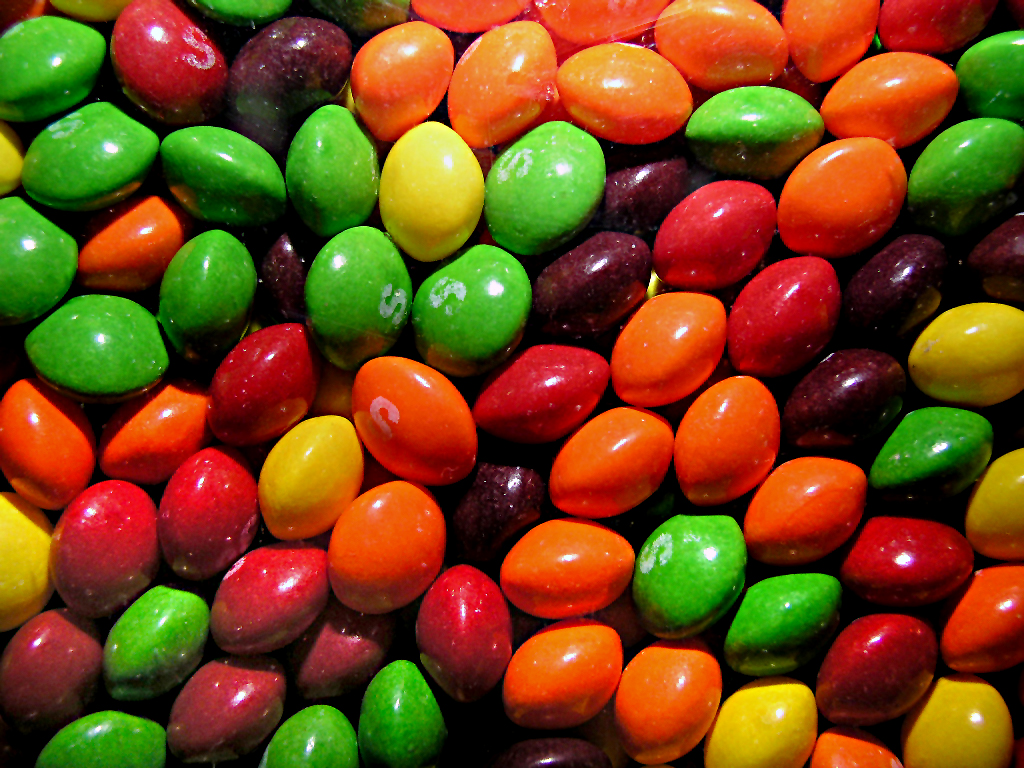
Skittles

Skittles este o marcă de bomboane cu aromă de fructe, în prezent produse și comercializate de Compania Wrigley, o divizie a Mars, Inc. Vine în diverse arome naturale și artificiale de fructe. 
Bomboanele Skittles au fost vândute pentru prima dată în 1974 de către o companie britanică. Au fost introduse pentru prima dată în America de Nord în 1979 prin import. Producția internă de Skittles a început în Statele Unite în 1982.
Sloganul și tema celor de la Skittles, „taste the rainbow” (română gustă curcubeul), a fost creată de către agenția de publicitate D ' Arcy Masius Benton & Bowles din New York în 1994.
Skittles are una dintre cele mai apreciate pagini ale unui brand pe Facebook, cu peste 25 de milioane de followeri. Pagina succesul poate fi din cauza mesajelor sale excentrice, cum ar fi: „cei mai mulți cactuși sunt doar în căutarea unor îmbrățișări.~

## Legături externe
- Skittles România Arhivat în 7 august 2016, la Wayback Machine.
- Site oficial Arhivat în 7 august 2016, la Wayback Machine.